# Ministerstwo Zdrowia (Polska)
Ministerstwo Zdrowia (MZ) – polskie ministerstwo kierowane przez ministra właściwego do spraw zdrowia. Od 24 lipca 2025 ministrem jest Jolanta Sobierańska-Grenda. Siedzibą ministerstwa od 1947 jest pałac Paca w Warszawie.

## Kierownictwo
- Jolanta Sobierańska-Grenda – minister zdrowia od 24 lipca 2025[4]
- Wojciech Konieczny (PPS) – sekretarz stanu od 28 grudnia 2023[5]
- Urszula Demkow (PL2050) – podsekretarz stanu od 4 stycznia 2024[6]
- Marek Kos (PSL) – podsekretarz stanu od 4 stycznia 2024[6]
- Katarzyna Kacperczyk – podsekretarz stanu od 24 stycznia 2024[7]
- Marta Maciążek – dyrektor generalna od 14 grudnia 2023[8]

## Struktura organizacyjna
W skład ministerstwa wchodzi Gabinet Polityczny Ministra oraz następujące jednostki organizacyjne:
1. Departament Analiz i Strategii
2. Departament Bezpieczeństwa
3. Departament Budżetu i Finansów
4. Departament Dialogu Społecznego
5. Departament Edukacji i Promocji Zdrowia
6. Departament e-Zdrowia
7. Departament Lecznictwa
8. Departament Nadzoru i Kontroli
9. Departament Oceny Inwestycji
10. Departament Opieki Koordynowanej
11. Departament Polityki Lekowej i Farmacji
12. Departament Prawny
13. Departament Rozwoju Kadr Medycznych
14. Departament Równości w Zdrowiu
15. Departament Współpracy Międzynarodowej
16. Departament Zdrowia Publicznego
17. Wieloosobowe Stanowisko ds. Audytu Wewnętrznego
18. Wieloosobowe Stanowisko Inspektora Ochrony Danych
19. Samodzielne Stanowisko – Główny Ekonomista Ochrony Zdrowia
20. Biuro Administracyjne
21. Biuro Komunikacji
22. Biuro Ministra.

Organy podległe ministrowi lub przez niego nadzorowane:
- Główny Inspektor Farmaceutyczny
- Główny Inspektor Sanitarny
- Prezes Biura do spraw Substancji Chemicznych
- Prezes Urzędu Rejestracji Produktów Leczniczych, Wyrobów Medycznych i Produktów Biobójczych

Jednostki organizacyjne podległe ministrowi lub przez niego nadzorowane:
- Agencja Badań Medycznych w Warszawie
- Agencja Oceny Technologii Medycznych i Taryfikacji w Warszawie
- Bank Tkanek Oka w Warszawie
- Centralna Baza Rezerw Sanitarno-Przeciwepidemicznych w Porębach koło Zduńskiej Woli
- Centralny Ośrodek Badań Jakości w Diagnostyce Laboratoryjnej w Łodzi
- Centralny Ośrodek Badań Jakości w Diagnostyce Mikrobiologicznej w Warszawie
- Centrum Egzaminów Medycznych w Łodzi
- Centrum Kształcenia Podyplomowego Pielęgniarek i Położnych w Warszawie
- Centrum Medycznego Kształcenia Podyplomowego w Warszawie
- Centrum Monitorowania Jakości w Ochronie Zdrowia w Krakowie
- Centrum Organizacyjno-Koordynacyjne do Spraw Transplantacji „Poltransplant” w Warszawie
- Centrum e-Zdrowia w Warszawie
- Dom Lekarza Seniora im. dr Kazimierza Fritza w Warszawie
- Dom Pracownika Służby Zdrowia w Warszawie
- Gdański Uniwersytet Medyczny
- Główna Biblioteka Lekarska im. Stanisława Konopki w Warszawie
- Instytut „Centrum Zdrowia Matki Polki” w Łodzi
- Instytut Fizjologii i Patologii Słuchu w Warszawie
- Instytut Gruźlicy i Chorób Płuc w Warszawie
- Instytut Hematologii i Transfuzjologii w Warszawie
- Instytut Kardiologii im. Prymasa Tysiąclecia Stefana Kardynała Wyszyńskiego w Warszawie
- Instytut Matki i Dziecka w Warszawie
- Instytut Medycyny Pracy im. prof. dra med. Jerzego Nofera w Łodzi
- Instytut Medycyny Pracy i Zdrowia Środowiskowego w Sosnowcu
- Instytut Medycyny Wsi im. Witolda Chodźki w Lublinie
- Instytut „Pomnik – Centrum Zdrowia Dziecka” w Warszawie
- Instytut Psychiatrii i Neurologii w Warszawie
- Instytut Żywności i Żywienia im. prof. dra med. Aleksandra Szczygła w Warszawie
- Krajowe Centrum Bankowania Tkanek i Komórek w Warszawie
- Krajowe Centrum do Spraw AIDS w Warszawie
- Krajowe Centrum Ochrony Radiologicznej w Ochronie Zdrowia w Łodzi
- Krajowe Centrum Przeciwdziałania Uzależnieniom w Warszawie
- Krajowy Ośrodek Psychiatrii Sądowej dla Nieletnich w Garwolinie
- Krajowy Ośrodek Zapobiegania Zachowaniom Dyssocjalnym w Gostyninie
- Lotnicze Pogotowie Ratunkowe w Warszawie
- Narodowe Centrum Krwi w Warszawie
- Narodowy Fundusz Zdrowia w Warszawie
- Narodowy Instytut Geriatrii, Reumatologii i Rehabilitacji im. prof. dr hab. med. Eleonory Reicher w Warszawie
- Narodowy Instytut Leków w Warszawie
- Narodowy Instytut Onkologii im. Marii Skłodowskiej-Curie – Państwowy Instytut Badawczy w Warszawie
- Narodowy Instytut Zdrowia Publicznego PZH – Państwowy Instytut Badawczy
- Ośrodek Diagnostyczno-Badawczy Chorób Przenoszonych Drogą Płciową w Białymstoku
- Ośrodek Readaptacyjno-Rehabilitacyjny w Karczewie
- Pomorski Uniwersytet Medyczny w Szczecinie
- Profilaktyczny Dom Zdrowia w Juracie
- Regionalne Centrum Krwiodawstwa i Krwiolecznictwa w Białymstoku
- Regionalne Centrum Krwiodawstwa i Krwiolecznictwa w Bydgoszczy
- Regionalne Centrum Krwiodawstwa i Krwiolecznictwa w Gdańsku
- Regionalne Centrum Krwiodawstwa i Krwiolecznictwa w Kaliszu
- Regionalne Centrum Krwiodawstwa i Krwiolecznictwa w Katowicach
- Regionalne Centrum Krwiodawstwa i Krwiolecznictwa w Kielcach
- Regionalne Centrum Krwiodawstwa i Krwiolecznictwa w Krakowie
- Regionalne Centrum Krwiodawstwa i Krwiolecznictwa w Lublinie
- Regionalne Centrum Krwiodawstwa i Krwiolecznictwa w Łodzi
- Regionalne Centrum Krwiodawstwa i Krwiolecznictwa w Olsztynie
- Regionalne Centrum Krwiodawstwa i Krwiolecznictwa w Opolu
- Regionalne Centrum Krwiodawstwa i Krwiolecznictwa w Poznaniu
- Regionalne Centrum Krwiodawstwa i Krwiolecznictwa w Raciborzu
- Regionalne Centrum Krwiodawstwa i Krwiolecznictwa im. dr Konrada Vietha w Radomiu
- Regionalne Centrum Krwiodawstwa i Krwiolecznictwa w Rzeszowie
- Regionalne Centrum Krwiodawstwa i Krwiolecznictwa im. Jana Pawła II w Słupsku
- Regionalne Centrum Krwiodawstwa i Krwiolecznictwa w Szczecinie
- Regionalne Centrum Krwiodawstwa i Krwiolecznictwa w Wałbrzychu
- Regionalne Centrum Krwiodawstwa i Krwiolecznictwa w Warszawie
- Regionalne Centrum Krwiodawstwa i Krwiolecznictwa im. prof. dr hab. Tadeusza Dorobisza we Wrocławiu
- Regionalne Centrum Krwiodawstwa i Krwiolecznictwa w Zielonej Górze
- Regionalny Ośrodek Psychiatrii Sądowej w Branicach
- Regionalny Ośrodek Psychiatrii Sądowej w Starogardzie Gdańskim
- Samodzielny Publiczny Zakład Opieki Zdrowotnej Centralny Ośrodek Medycyny Sportowej w Warszawie
- Śląski Uniwersytet Medyczny w Katowicach
- Śląskie Centrum Chorób Serca w Zabrzu
- Uniwersytet Medyczny w Białymstoku
- Uniwersytet Medyczny w Lublinie
- Uniwersytet Medyczny w Łodzi
- Uniwersytet Medyczny im. Karola Marcinkowskiego w Poznaniu
- Uniwersytet Medyczny im. Piastów Śląskich we Wrocławiu
- Warszawski Uniwersytet Medyczny
- Zakład Zamówień Publicznych przy Ministrze Zdrowia w Warszawie

## Historia
Początki Ministerstwa Zdrowia wiążą się z powołanym przez Tymczasową Radę Stanu (obywatelski organ tworzący zalążki instytucji państwowych w nieistniejącej jeszcze jako państwo Polsce) w 1917 Referatem Zdrowia Publicznego w Departamencie Spraw Wewnętrznych. Jego kierownikiem od 15 lutego był Witold Chodźko. Z Referatu stworzono potem Wydział, Sekcję, a w końcu Dyrekcję Służby Zdrowia Publicznego. 15 maja 1918 powstało Ministerstwo Zdrowia Publicznego, Opieki Społecznej i Ochrony Pracy – ogłoszony został wtedy i wszedł w życie stosowny dekret Rady Regencyjnej z 4 kwietnia 1918. Ministrem został Witold Chodźko, jego miejsce zajął potem Józef Wolczyński (ze zmienionym tytułem ministra opieki społecznej i ochrony pracy, potem ministra ochrony pracy), a jego z kolei zastąpił Władysław Szenajch (jako kierownik Ministerstwa Zdrowia Publicznego i Opieki Społecznej). Dekretem z 30 października 1918 Rada Regencyjna rozdzieliła Ministerstwo na osobne: Ministerstwo Zdrowia Publicznego i Opieki Społecznej oraz Ministerstwo Ochrony Pracy.
W istniejącym już faktycznie pod względem rzeczywistym i prawnym państwie polskim, w ramach rządu Jędrzeja Moraczewskiego, będącego organizacyjną kontynuacją poprzednich prowizorycznych, nieoficjalnych rządów, 13 grudnia 1918 naczelnik państwa Józef Piłsudski mianował Witolda Chodźkę podsekretarzem stanu w Ministerstwie Zdrowia Publicznego, powierzając mu jednocześnie kierowanie tym resortem. Zmiana zakresu kompetencji Ministerstwa Ochrony Pracy oraz Ministerstwa Zdrowia Publicznego i Opieki Społecznej oraz utworzenie w ich miejsce Ministerstwa Pracy i Opieki Społecznej oraz Ministerstwa Zdrowia Publicznego została przeprowadzona bez stosownego uregulowania tej kwestii w obowiązującym dekrecie. Ministerstwo Zdrowia Publicznego zostało zlikwidowane 28 listopada 1923 ze względów oszczędnościowych. Jego obowiązki w ramach Ministerstwa Spraw Wewnętrznych przejęła Generalna Dyrekcja Służby Zdrowia, którą w 1926 przekształcono w Departament Służby Zdrowia. 1 lipca 1932, w związku z rozporządzeniem Prezydenta Rzeczypospolitej z 21 czerwca 1932, Departament Służby Zdrowia został przeniesiony do Ministerstwa Opieki Społecznej, gdzie funkcjonował do września 1939.
W 1944 w ramach Polskiego Komitetu Wyzwolenia Narodowego (tymczasowy organ władzy na obszarze wyzwolonym spod okupacji niemieckiej) kierownikiem Resortu Pracy, Opieki Społecznej i Zdrowia został Bolesław Drobner. Ostatniego dnia grudnia powołano Rząd Tymczasowy RP, a ministrem pracy, opieki społecznej i zdrowia był w nim Wiktor Trojanowski. 11 kwietnia 1945 zastąpił go Franciszek Litwin (odtąd istniało Ministerstwo Zdrowia) który 28 czerwca wszedł w skład Tymczasowego Rządu Jedności Narodowej, wkrótce potem uznanego przez społeczność międzynarodową za pełnoprawny polski rząd.
Ministerstwo Zdrowia 13 czerwca 1960 przekształcono w Ministerstwo Zdrowia i Opieki Społecznej. Ponownie Ministerstwem Zdrowia stało się 19 września 1999.

## Ministrowie
| Lp.                          | Zdjęcie                                                              | Imię i nazwisko (partia polityczna)         | Objęcie urzędu          | Złożenie urzędu                       | Długość urzędowania | Rząd                               |
| ---------------------------- | -------------------------------------------------------------------- | ------------------------------------------- | ----------------------- | ------------------------------------- | ------------------- | ---------------------------------- |
| Minister Zdrowia Publicznego |                                                                      |                                             |                         |                                       |                     |                                    |
| 1.                           |                                                                      | Witold Chodźko (ur. 1875, zm. 1954)         | 13 XII 1918             | 16 I 1919                             | 34 dni              | Rząd Jędrzeja Moraczewskiego       |
| 2.                           |                                                                      | Tomasz Janiszewski (ur. 1867, zm. 1939)     | 16 I 1919               | 9 XII 1919                            | 327 dni             | Rząd Ignacego Jana Paderewskiego   |
| (1.)                         |                                                                      | Witold Chodźko (ur. 1875, zm. 1954)         | 13 XII 1919             | 9 VI 1920                             | 1192 dni            | Rząd Leopolda Skulskiego           |
| (1.)                         | 23 VI 1920                                                           | Witold Chodźko (ur. 1875, zm. 1954)         | 24 VII 1920             | Pierwszy rząd Władysława Grabskiego   | 1192 dni            |                                    |
| (1.)                         | 24 VII 1920                                                          | Witold Chodźko (ur. 1875, zm. 1954)         | 13 XI 1921              | Pierwszy rząd Wincentego Witosa       | 1192 dni            |                                    |
| (1.)                         | 19 XI 1921                                                           | Witold Chodźko (ur. 1875, zm. 1954)         | 5 III 1922              | Pierwszy rząd Antoniego Ponikowskiego | 1192 dni            |                                    |
| (1.)                         | 10 III 1922                                                          | Witold Chodźko (ur. 1875, zm. 1954)         | 6 VI 1922               | Drugi rząd Antoniego Ponikowskiego    | 1192 dni            |                                    |
| (1.)                         | 28 VI 1922                                                           | Witold Chodźko (ur. 1875, zm. 1954)         | 7 VII 1922              | Rząd Artura Śliwińskiego              | 1192 dni            |                                    |
| (1.)                         | 31 VII 1922                                                          | Witold Chodźko (ur. 1875, zm. 1954)         | 14 XII 1922             | Rząd Juliana Nowaka                   | 1192 dni            |                                    |
| (1.)                         | 16 XII 1922                                                          | Witold Chodźko (ur. 1875, zm. 1954)         | 26 V 1923               | Pierwszy rząd Władysława Sikorskiego  | 1192 dni            |                                    |
| Minister Zdrowia             |                                                                      |                                             |                         |                                       |                     |                                    |
| 3.                           |                                                                      | Franciszek Litwin (SL) (1899–1965)          | 14 IV 1945 / 5 VII 1945 | 6 II 1947                             | 581 dni             | Rząd Edwarda Osóbki-Morawskiego    |
| 4.                           |                                                                      | Tadeusz Michejda (SD) (1879–1956)           | 6 II 1947               | 10 I 1951                             | 1434 dni            | Pierwszy rząd Józefa Cyrankiewicza |
| 5.                           |                                                                      | Jerzy Sztachelski (PZPR) (1911–1975)        | 10 I 1951               | 13 XI 1956                            | 2134 dni            | Pierwszy rząd Józefa Cyrankiewicza |
| 5.                           | Rząd Bolesława Bieruta i Józefa Cyrankiewicza                        | Jerzy Sztachelski (PZPR) (1911–1975)        | 10 I 1951               | 13 XI 1956                            | 2134 dni            |                                    |
| 6.                           |                                                                      | Rajmund Barański (1894–1971)                | 13 XI 1956              | 18 V 1961                             | 1647 dni            |                                    |
| 6.                           | Minister zdrowia i opieki społecznej od 25 IV 1960                   | Rajmund Barański (1894–1971)                | 13 XI 1956              | 18 V 1961                             | 1647 dni            |                                    |
| 6.                           | Drugi rząd Józefa Cyrankiewicza                                      | Rajmund Barański (1894–1971)                | 13 XI 1956              | 18 V 1961                             | 1647 dni            |                                    |
| (5.)                         |                                                                      | Jerzy Sztachelski (PZPR) (1911–1975)        | 18 V 1961               | 15 VII 1968                           | 2615 dni            | Trzeci rząd Józefa Cyrankiewicza   |
| (5.)                         | Czwarty rząd Józefa Cyrankiewicza                                    | Jerzy Sztachelski (PZPR) (1911–1975)        | 18 V 1961               | 15 VII 1968                           | 2615 dni            |                                    |
| 7.                           |                                                                      | Jan Kostrzewski (1915–2005)                 | 15 VII 1968             | 29 III 1972                           | 1353 dni            |                                    |
| 7.                           | Rząd Józefa Cyrankiewicza i Piotra Jaroszewicza                      | Jan Kostrzewski (1915–2005)                 | 15 VII 1968             | 29 III 1972                           | 1353 dni            |                                    |
| 8.                           |                                                                      | Marian Śliwiński (PZPR) (1932–2009)         | 29 III 1972             | 21 XI 1980                            | 3159 dni            | Rząd Piotra Jaroszewicza           |
| 8.                           | Rząd Piotra Jaroszewicza i Edwarda Babiucha                          | Marian Śliwiński (PZPR) (1932–2009)         | 29 III 1972             | 21 XI 1980                            | 3159 dni            |                                    |
| 8.                           | Rząd Edwarda Babiucha, Józefa Pińkowskiego i Wojciecha Jaruzelskiego | Marian Śliwiński (PZPR) (1932–2009)         | 29 III 1972             | 21 XI 1980                            | 3159 dni            |                                    |
| 9.                           |                                                                      | Tadeusz Szelachowski (ZSL) (1932–2020)      | 12 lutego 1981          | 12 listopada 1985                     | 1734 dni            |                                    |
| 10.                          |                                                                      | Mirosław Cybulko (ZSL) (1932–2015)          | 12 XI 1985              | 24 X 1987                             | 711 dni             | Rząd Zbigniewa Messnera            |
| 11.                          |                                                                      | Janusz Komender (1931–2024)                 | 24 X 1987               | 14 X 1988                             | 356 dni             | Rząd Zbigniewa Messnera            |
| 12.                          |                                                                      | Izabela Płaneta-Małecka (1930–2016)         | 14 X 1988               | 12 IX 1989                            | 333 dni             | Rząd Mieczysława Rakowskiego       |
| 13.                          |                                                                      | Andrzej Kosiniak-Kamysz (PSL) (ur. 1947)    | 12 IX 1989              | 12 I 1991                             | 487 dni             | Rząd Tadeusza Mazowieckiego        |
| 14.                          |                                                                      | Władysław Sidorowicz (1945–2014)            | 12 I 1991               | 23 XII 1991                           | 345 dni             | Rząd Jana Krzysztofa Bieleckiego   |
| 15.                          |                                                                      | Marian Miśkiewicz (1926–2020)               | 23 XII 1991             | 11 VII 1992                           | 201 dni             | Rząd Jana Olszewskiego             |
| 16.                          |                                                                      | Andrzej Wojtyła (SLCh) (ur. 1955)           | 11 VII 1992             | 26 X 1993                             | 472 dni             | Rząd Hanny Suchockiej              |
| 17.                          |                                                                      | Ryszard Żochowski (1941–1997)               | 26 X 1993               | 17 IX 1997                            | 1422 dni            | Rząd Waldemara Pawlaka             |
| 17.                          | Rząd Józefa Oleksego                                                 | Ryszard Żochowski (1941–1997)               | 26 X 1993               | 17 IX 1997                            | 1422 dni            |                                    |
| 17.                          | Rząd Włodzimierza Cimoszewicza                                       | Ryszard Żochowski (1941–1997)               | 26 X 1993               | 17 IX 1997                            | 1422 dni            |                                    |
| 18.                          |                                                                      | Wojciech Maksymowicz (ur. 1955)             | 31 X 1997               | 26 III 1999                           | 511 dni             | Rząd Jerzego Buzka                 |
| 19.                          |                                                                      | Franciszka Cegielska (Ruch Stu) (1946–2000) | 26 III 1999             | 19 X 1999                             | 207 dni             | Rząd Jerzego Buzka                 |
| 19.                          | Minister zdrowia od 19 X 1999                                        | Franciszka Cegielska (Ruch Stu) (1946–2000) |                         |                                       |                     | Rząd Jerzego Buzka                 |
| 19.                          | 19 X 1999                                                            | Franciszka Cegielska (Ruch Stu) (1946–2000) | 22 X 2000               | 369 dni                               |                     | Rząd Jerzego Buzka                 |
| 20.                          |                                                                      | Grzegorz Opala (RS AWS) (ur. 1942)          | 7 XI 2000               | 19 X 2001                             | 346 dni             | Rząd Jerzego Buzka                 |
| 21.                          |                                                                      | Mariusz Łapiński (SLD) (ur. 1957)           | 19 X 2001               | 17 I 2003                             | 455 dni             | Rząd Leszka Millera                |
| 22.                          |                                                                      | Marek Balicki (ur. 1953)                    | 17 I 2003               | 2 IV 2003                             | 75 dni              | Rząd Leszka Millera                |
| 23.                          |                                                                      | Leszek Sikorski (SLD) (ur. 1955)            | 2 IV 2003               | 2 V 2004                              | 396 dni             | Rząd Leszka Millera                |
| 24.                          |                                                                      | Wojciech Rudnicki (ur. 1939)                | 2 V 2004                | 11 VI 2004                            | 40 dni              | Pierwszy rząd Marka Belki          |
| 25.                          |                                                                      | Marian Czakański (ur. 1946)                 | 11 VI 2004              | 15 VII 2004                           | 34 dni              | Drugi rząd Marka Belki             |
| (22.)                        |                                                                      | Marek Balicki (SDPL) (ur. 1953)             | 15 VII 2004             | 31 X 2005                             | 473 dni             | Drugi rząd Marka Belki             |
| 26.                          |                                                                      | Zbigniew Religa (Centrum / SKL) (1938–2009) | 31 X 2005               | 7 IX 2007                             | 676 dni             | Rząd Kazimierza Marcinkiewicza     |
| 26.                          | Rząd Jarosława Kaczyńskiego                                          | Zbigniew Religa (Centrum / SKL) (1938–2009) | 31 X 2005               | 7 IX 2007                             | 676 dni             |                                    |
| 26.                          | 10 IX 2007                                                           | Zbigniew Religa (Centrum / SKL) (1938–2009) | 16 XI 2007              | 67 dni                                |                     |                                    |
| 27.                          |                                                                      | Ewa Kopacz (PO) (ur. 1956)                  | 16 XI 2007              | 7 XI 2011                             | 1452 dni            | Pierwszy rząd Donalda Tuska        |
| 28.                          |                                                                      | Bartosz Arłukowicz (PO) (ur. 1971)          | 18 XI 2011              | 15 VI 2015                            | 1305 dni            | Drugi rząd Donalda Tuska           |
| 28.                          | Rząd Ewy Kopacz                                                      | Bartosz Arłukowicz (PO) (ur. 1971)          | 18 XI 2011              | 15 VI 2015                            | 1305 dni            |                                    |
| 29.                          |                                                                      | Marian Zembala (1950–2022)                  | 16 VI 2015              | 16 XI 2015                            | 153 dni             |                                    |
| 30.                          |                                                                      | Konstanty Radziwiłł (PiS) (ur. 1958)        | 16 XI 2015              | 9 I 2018                              | 785 dni             | Rząd Beaty Szydło                  |
| 30.                          | Pierwszy rząd Mateusza Morawieckiego                                 | Konstanty Radziwiłł (PiS) (ur. 1958)        | 16 XI 2015              | 9 I 2018                              | 785 dni             |                                    |
| 31.                          |                                                                      | Łukasz Szumowski (ur. 1972)                 | 9 I 2018                | 20 VIII 2020                          | 954 dni             |                                    |
| 31.                          | Drugi rząd Mateusza Morawieckiego                                    | Łukasz Szumowski (ur. 1972)                 | 9 I 2018                | 20 VIII 2020                          | 954 dni             |                                    |
| 32.                          |                                                                      | Adam Niedzielski (ur. 1973)                 | 26 VIII 2020            | 10 VIII 2023                          | 1079 dni            |                                    |
| 33.                          |                                                                      | Katarzyna Sójka (PiS) (ur. 1986)            | 10 VIII 2023            | 27 XI 2023                            | 109 dni             |                                    |
| 34.                          |                                                                      | Ewa Krajewska (ur. 1980)                    | 27 XI 2023              | 13 XII 2023                           | 16 dni              | Trzeci rząd Mateusza Morawieckiego |
| 35.                          |                                                                      | Izabela Leszczyna (PO) (ur. 1962)           | 13 XII 2023             | 24 VII 2025                           | 588 dni             | Trzeci rząd Donalda Tuska          |
| 36.                          |                                                                      | Jolanta Sobierańska-Grenda (ur. 1973)       | 24 VII 2025             | nadal                                 | 27 dni              | Trzeci rząd Donalda Tuska          |